# Fernando Garibay
Fernando Garibay (27 dicembre 1982) è un produttore discografico e compositore messicano, che ha lavorato con artisti come Britney Spears, Lady Gaga, U2, Enrique Iglesias, Elkland, Paris Hilton, Ashlee Simpson, New Kids on the Block, Cassie, Pussycat Dolls, Sean Combs, Snoop Dogg, e will.i.am.
È rappresentato dalla Interscope Records come produttore ed artista con la sua etichetta, la F2 Records. Fernando Garibay è gestito da Jimmy Iovine, Martin Kierszenbaum e Neil Jacobson.